# Австрийский институт по стандартизации
Австрийский институт по стандартизации — организация, основной задачей которой является разработка австрийских национальных стандартов ÖNORM.
Главной задачей Австрийского института по стандартизации является разработка и издание австрийских стандартов. Помимо этого ON сотрудничает с другими национальными и международными организациями по стандартизации (DIN, CEN, ISO и т. д.).
Институт координирует работу более 5000 экспертов из различных областей экономики, науки и техники, которые в свою очередь объединены в 180 технических комитетов, занятых в разработке нормативных документов.
Цели и задачи
- разработка стандартов и технических условий

- организация участия в процессе разработки нормативной документации региональных и международных разработчиков

- совместная работа с национальными, зарубежными, региональными и международными организациями, имеющими отношение к стандартизации

- публикация, издание и распространение стандартов ÖNORM и технических условий.

## История
Австрийский институт по стандартизации был основан 23 сентября 1920 года. Первоначальное название — Австрийский промышленно-ремесленный комитет (Ö.N.I.G). В его состав входило 13 комитетов, занимавшихся разработками стандартов. Главными направлениями их работы стали машиностроение, электротехника и автомобилестроение. Первый стандарт был издан 1921 году.
В 1932 году комитет был переименован в Австрийский комитет по стандартизации (ÖNA). С 1946 года комитет является членом Международной организации по стандартизации (ISO).
В 1969 году Австрийский комитет по стандартизации (ÖNA) получил название, действующие и по сей день — Австрийский Институт по стандартизации (ON).